# بانر (میسوری)
بانر (به انگلیسی: Bahner) یک منطقهٔ مسکونی در ایالات متحده آمریکا است که در شهرستان پتیس، میزوری واقع شده است. بانر ۲۷۰ متر بالاتر از سطح دریا واقع شده است.